# UFC Fight Night: Белфорт vs. Хендерсон 3
UFC Fight Night: Belfort vs. Henderson 3 (также известно как UFC Fight Night 77) — событие организации смешанных боевых искусств Ultimate Fighting Championship, которое прошло 7 ноября 2015 года на спортивной арене Ginásio do Ibirapuera в бразильском городе Сан-Паулу.

## Положение до турнира
Главным событием вечера стал бой в среднем весе между бывшим чемпионом UFC в полутяжёлом весе Витором Белфортом и бывшим чемпионом Strikeforce в полутяжёлом весе Дэном Хендерсоном. Первая их встреча состоялась на PRIDE 32, где Хендерсон победил Белфорта единогласным решением судей. Второй раз они сразились на UFC Fight Night: Belfort vs. Henderson, на котором Белфорт взял реванш, нокаутировав Хендерсона ударом ногой в голову.
Ожидалось, что Фабиу Малдонаду будет драться с Томом Лоулором, но из-за травмы Лоулор вынужден был сняться с боя, его заменил победитель The Ultimate Fighter 19 в полутяжёлом весе Кори Андерсон.

## Результаты
| Категория                            |                  |      |                 | Способ                                      | Раунд | Время |
| Основные бои (Fox Sports 1)          |                  |      |                 |                                             |       |       |
| Средний веc                          | Витор Белфорт    | поб. | Дэн Хендерсон   | Нокаут (удар ногой в голову и удары руками) | 1     | 2:07  |
| Полутяжёлый веc                      | Гловер Тейшейра  | поб. | Патрик Камминз  | Технический нокаут (удары)                  | 2     | 1:12  |
| Легчайший веc                        | Томас Алмейда    | поб. | Энтони Бирчак   | Нокаут (удар)                               | 1     | 4:22  |
| Лёгкий вес                           | Алекс Оливейра   | поб. | Пётр Халлманн   | Нокаут (удар)                               | 3     | 0:54  |
| Лёгкий вес                           | Рашид Магомедов  | поб. | Гилберт Бёрнс   | Единогласное решение (30-27, 30-27, 30-27)  | 3     | 5:00  |
| Полутяжёлый веc                      | Кори Андерсон    | поб. | Фабиу Малдонаду | Единогласное решение (30-27, 30-27, 30-27)  | 3     | 5:00  |
| Предварительные бои (Fox Sports 1)   |                  |      |                 |                                             |       |       |
| Лёгкий вес                           | Глейсон Тибау    | поб. | Абель Трухильо  | Техническое удушение (сзади)                | 1     | 1:45  |
| Лёгкий вес                           | Джонни Кейс      | поб. | Ян Кабрал       | Единогласное решение (29-28, 29-28, 29-28)  | 3     | 5:00  |
| Полулёгкий вес                       | Тиагу Таварис    | поб. | Клей Гвида      | Удушающий приём (гильотина)                 | 1     | 0:39  |
| Полулёгкий вес                       | Чес Скелли       | поб. | Кевин Соуза     | Удушающий приём (сзади)                     | 2     | 1:56  |
| Предварительные бои (UFC Fight Pass) |                  |      |                 |                                             |       |       |
| Полусредний вес                      | Вискарди Андради | поб. | Гасан Умалатов  | Единогласное решение (30-27, 30-27, 29-28)  | 3     | 5:00  |
| Легчайший веc                        | Джимми Ривера    | поб. | Педру Муньюс    | Раздельное решение (29-28, 28-29, 29-28)    | 3     | 5:00  |
| Легчайший веc                        | Матеус Николау   | поб. | Бруну Корея     | Удушающий приём (японский галстук)          | 3     | 3:27  |

## Награды
Следующие бойцы получили бонусные выплаты в размере $50 000:
- Лучший бой вечера: не присуждено

- Выступление вечера: Витор Белфорт, Томас Алмейда, Алекс Оливейра и Тиагу Таварис